# Jemielno (plaats)
Jemielno (Duits: Gimmel) is een dorp in het Poolse woiwodschap Neder-Silezië, in het district Górowski. De plaats maakt deel uit van de gemeente Jemielno.